# Internationale Gartenbauausstellung 2003

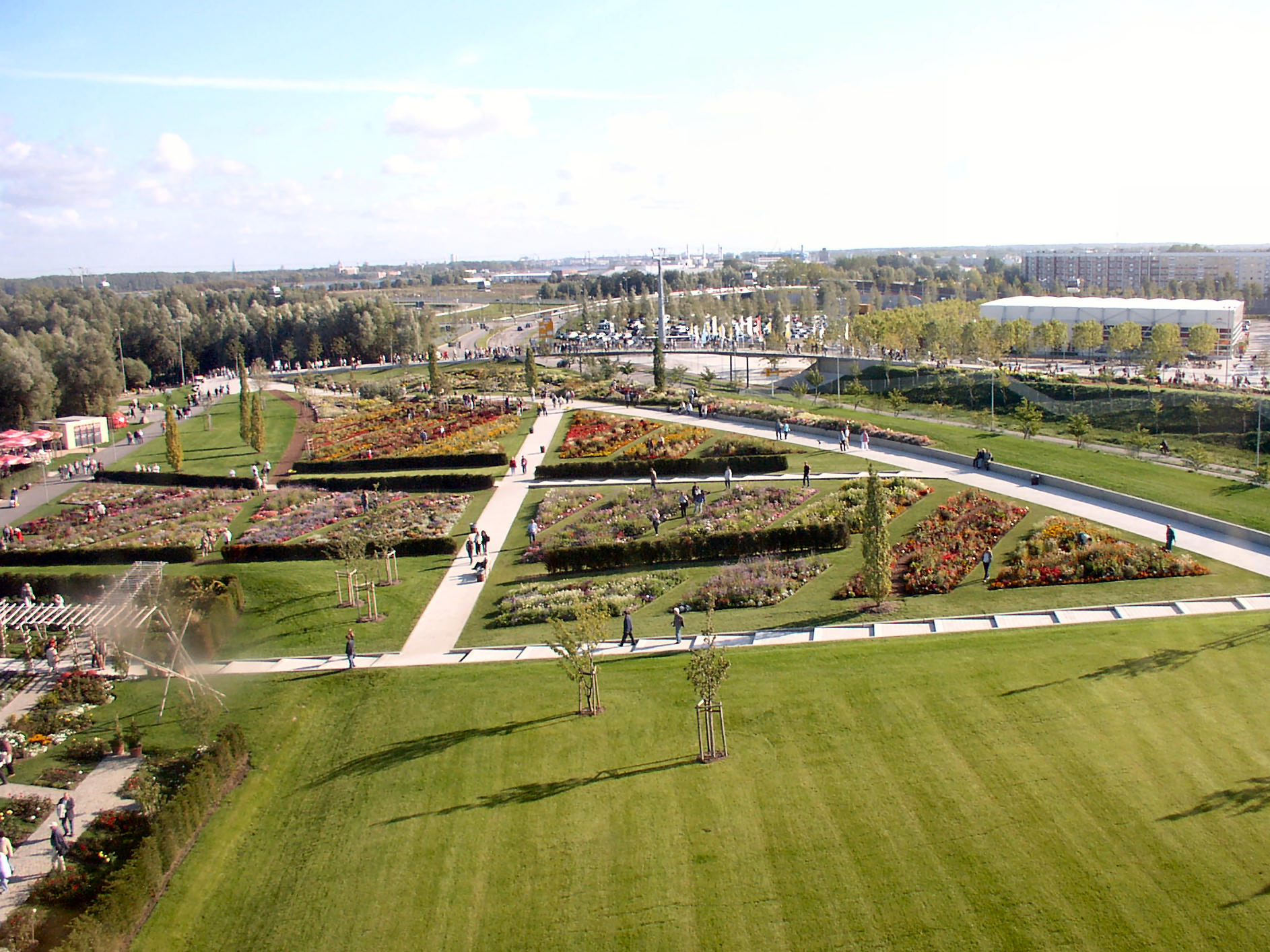
IGA 2003

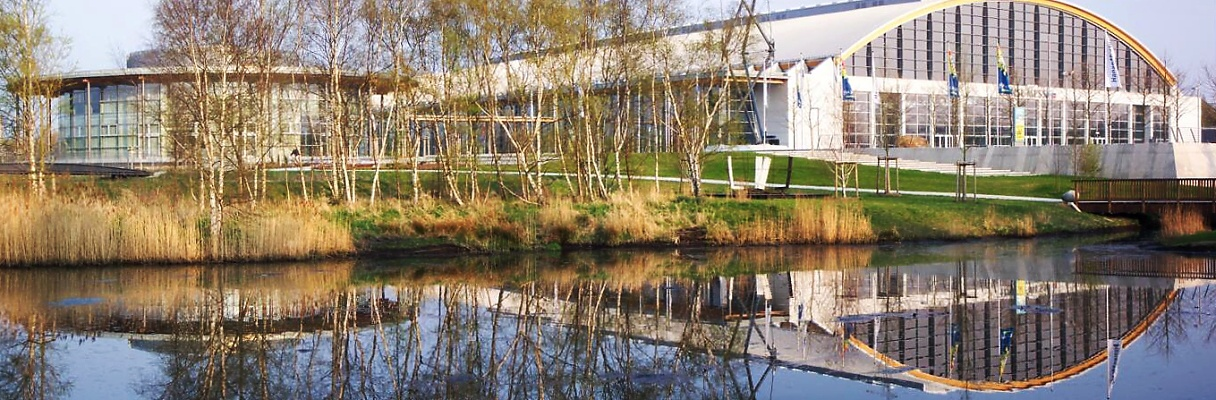
Messehalle und Rotunde

Die Internationale Gartenbauausstellung, kurz IGA, fand 2003 in Rostock statt. Als Standort wurden wassernahe, nicht genutzte Brachflächen und der Rest des ehemaligen Dorfes Schmarl an der Warnow ausgewählt, dies bot den Planern die Chance, eine Gartenbauausstellung mit Bezug zum Wasser zu schaffen. Weitere geläufige Namen für die Gartenbauausstellung sind Gartenausstellung und Gartenschau.
Nach dem Ereignis wurde versucht, das IGA-Gelände weiterhin als touristischen Hotspot zu vermarkten. Da dies nicht gelang, beschloss die Stadt den kostenfreien Zugang, seit April 2019 sind die Tore geöffnet, kann der IGA-Park als Freizeitgelände genutzt werden. In den kommenden Jahren ist die Umwandlung zu einem Landschaftspark mit starker kultureller und sportlicher Nutzung vorgesehen.

## Ziele
Aufgaben bei der Planung der Rostocker IGA waren die Anbindung des im gleichen Zeitraum gebauten Warnowtunnels, der Bau einer neuen Messehalle mit Tagungsgebäude, die Einbindung des Traditionsschiffes als Schiffbaumuseum in das IGA-Konzept, die Nachnutzung als Parkgelände und die Verbesserung der Verkehrsinfrastruktur in und um Rostock.

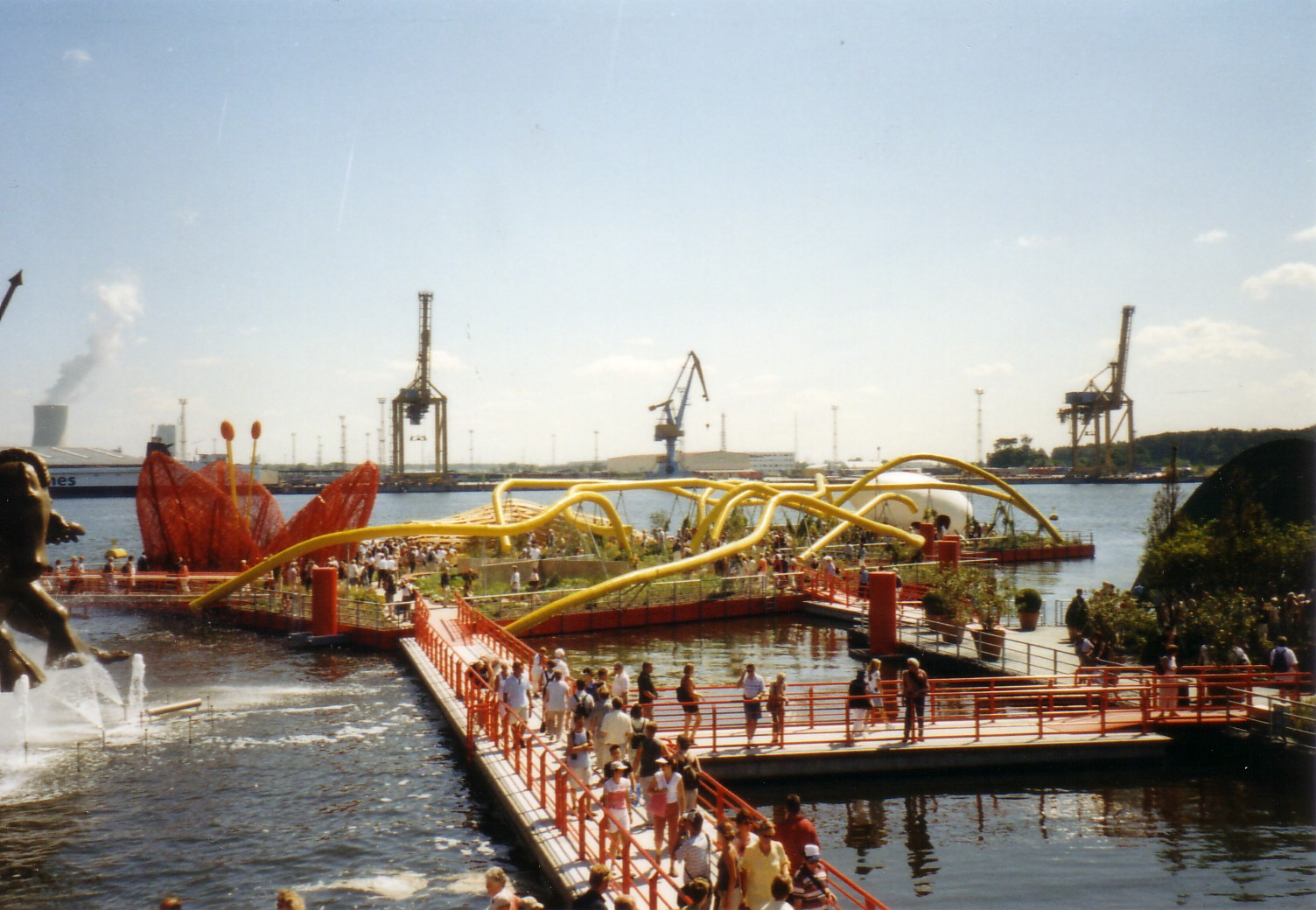
Schwimmende Gärten

## Ausstellende Nationen
Folgende 32 Nationen waren mit eigenen Gärten auf der IGA 2003 vertreten:
Bolivien, Bulgarien, Deutschland, Finnland, Frankreich, Griechenland, Großherzogtum Luxemburg, Indien, Indonesien, Italien, Japan, Kenia, Kolumbien, Nordkorea, Kroatien, Lettland, Mauretanien, Niederlande, Österreich, Pakistan, Polen, Schweiz, Slowakei, Spanien, Südafrika, Südkorea, Tansania, Tunesien, Ungarn, Vereinigte Arabische Emirate, Vietnam, Volksrepublik China

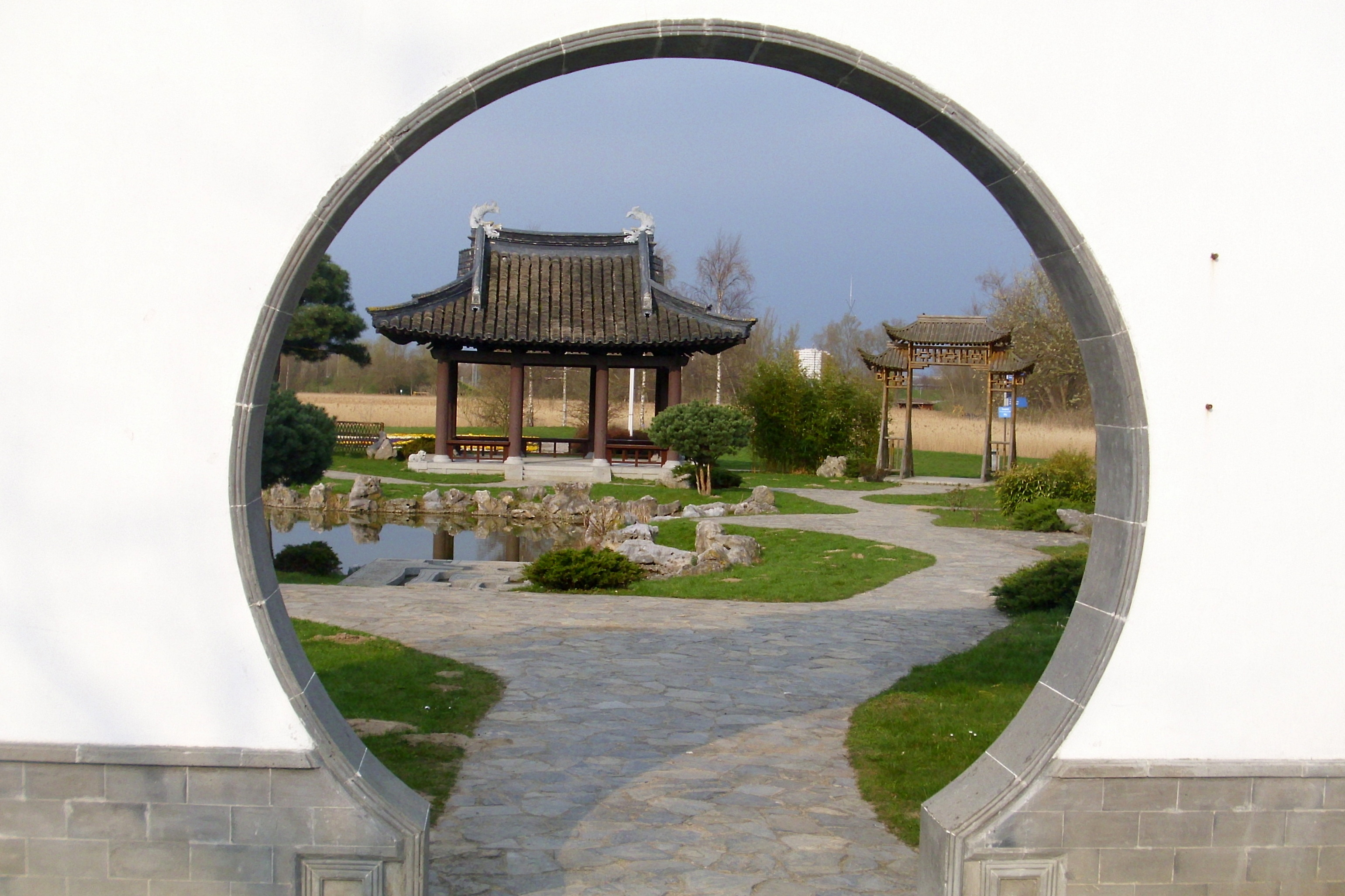
Chinesischer Garten
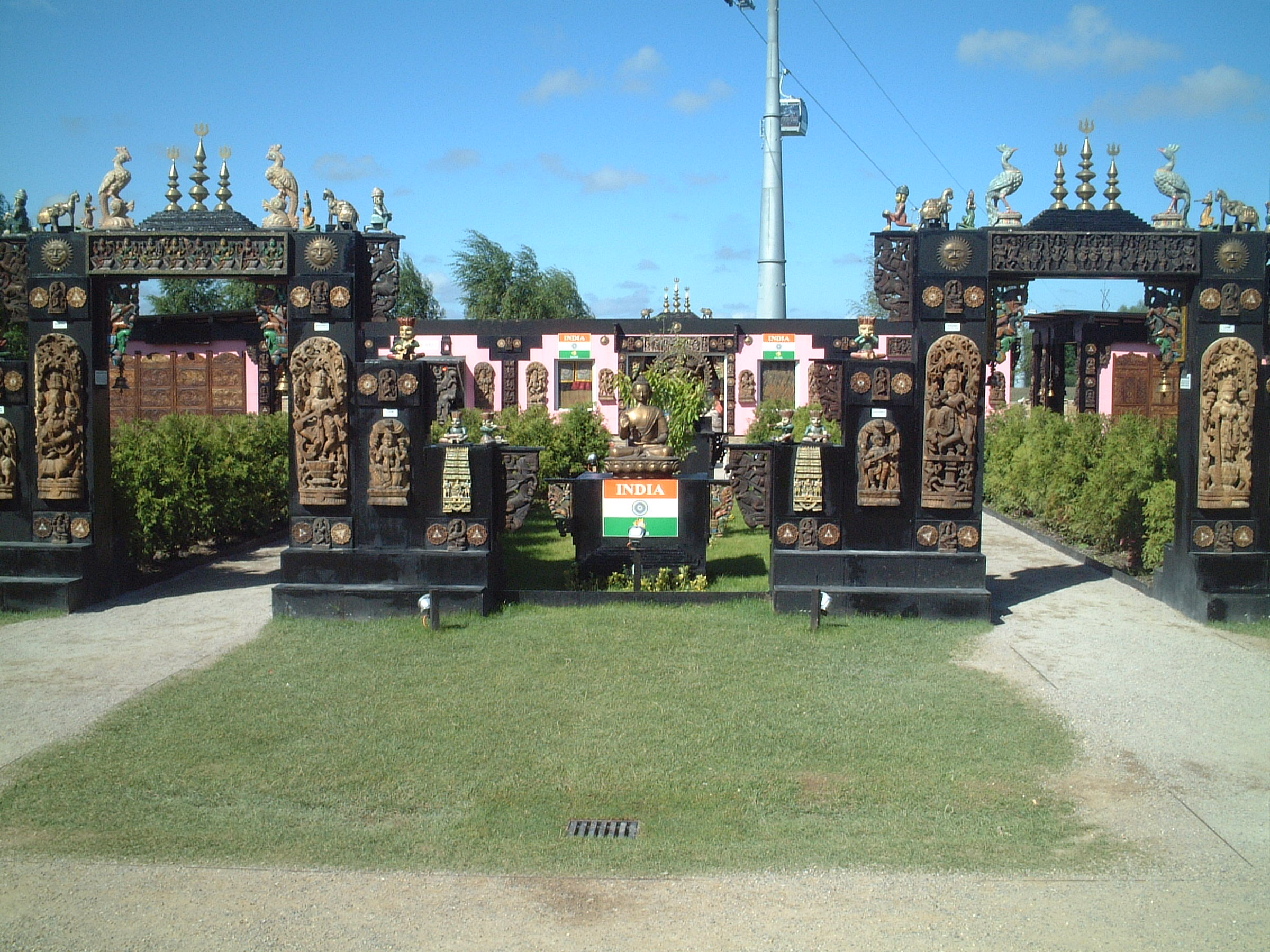
Indischer Garten
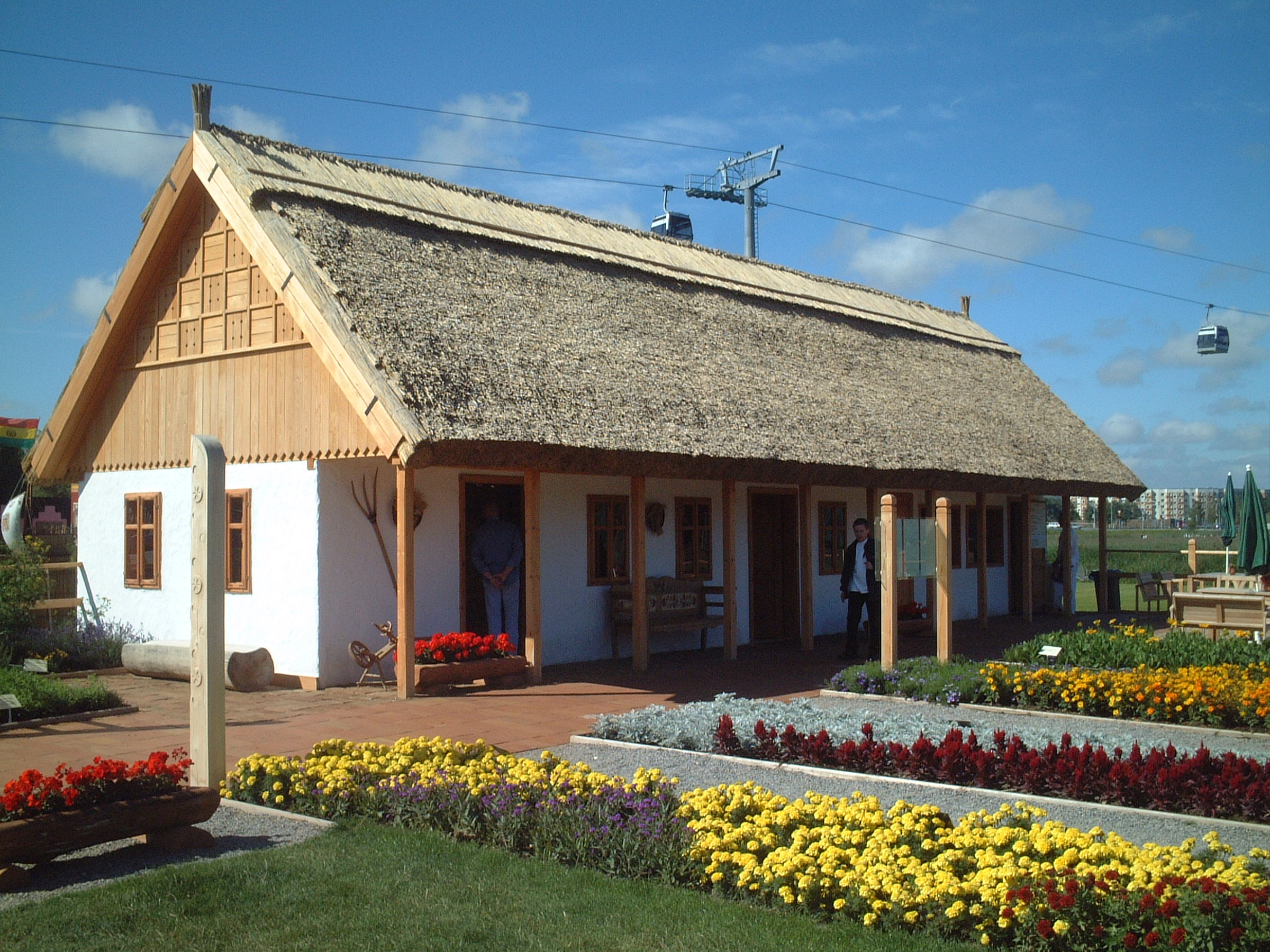
Landesgarten mit Reetdachhaus

## Finanzen
Der Bau und die Gestaltung des IGA-Geländes kosteten 62 Millionen Euro, das Messezentrum 32 Millionen Euro. Die Finanzierung erfolgte durch die Hansestadt Rostock und das Land Mecklenburg-Vorpommern sowie den Bund. 2,63 Millionen Besucher wurden gezählt. Die IGA 2003 erfüllte die Erwartungen hinsichtlich der Funktion als Magnet für Urlauber und Touristen. Mehr als die Hälfte aller Besucher kamen nicht aus Mecklenburg-Vorpommern und ein Drittel von ihnen waren Übernachtungstouristen. Über 50 Millionen Euro zusätzliche Bruttoumsätze kamen somit in die Region. Dennoch gab es ein 20-Millionen-Defizit, das durch mangelnde Kontrolle der zuständigen Gremien entstand.

## Aktionen

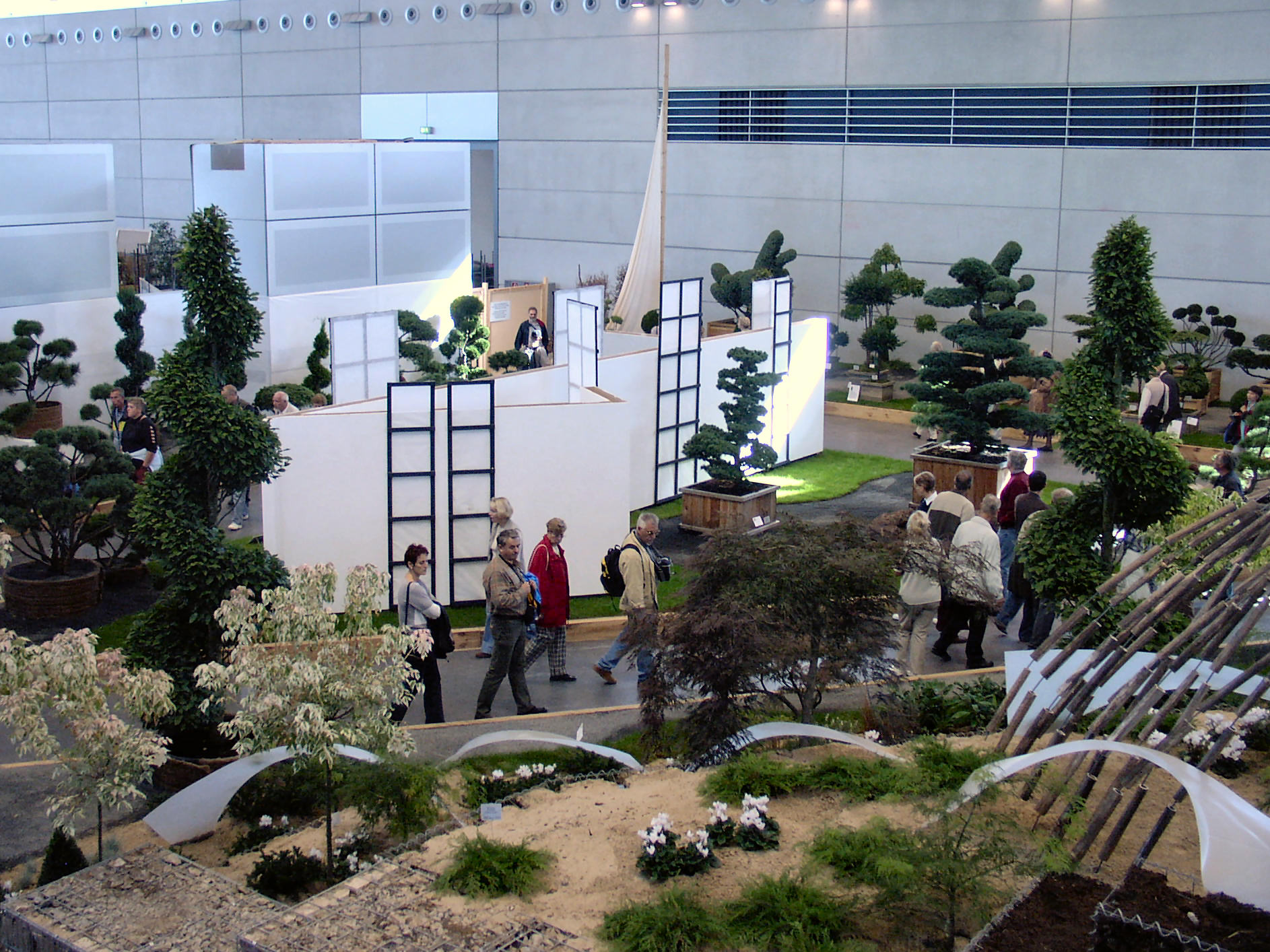
Schau in der Messehalle

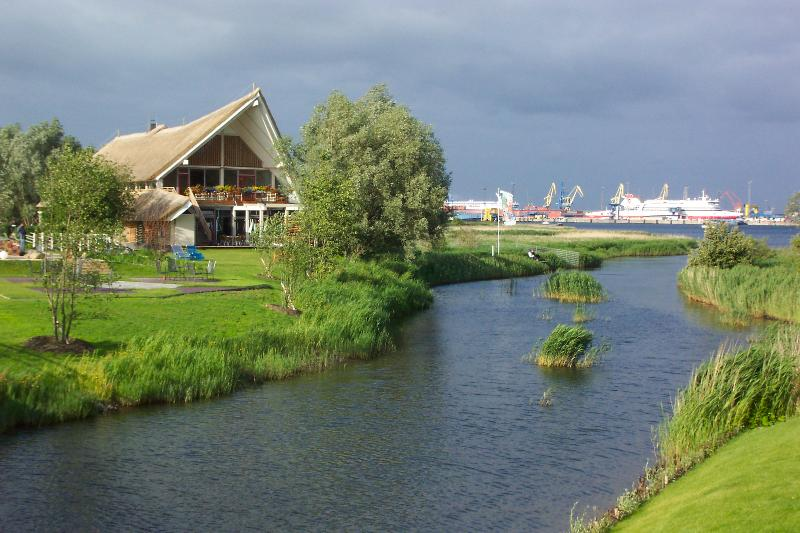
Nördlicher Eingang mit Infozentrum

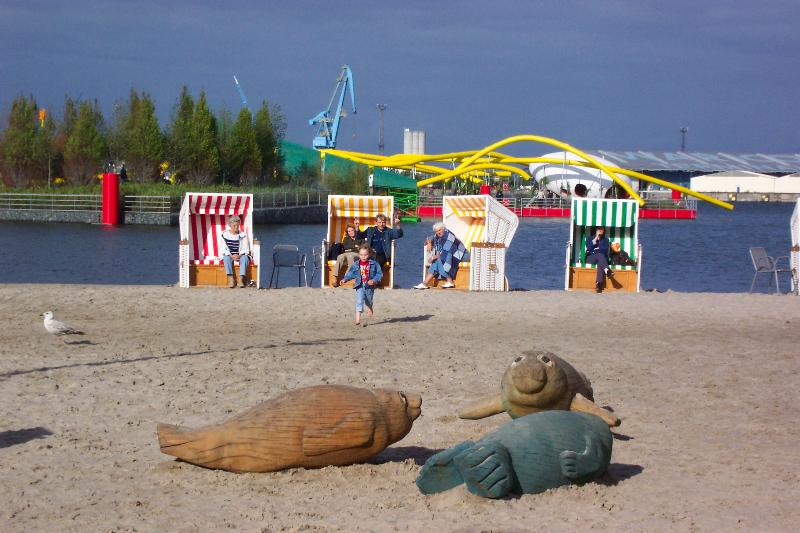
IGA-Strand

Während der IGA fanden 275 Tagungen und Kongresse mit mehr als 17.000 Teilnehmern statt. 32 Nationen waren mit zum Teil aufwändigen Nationengärten vertreten. Während der IGA wurden 20 Nationentage durchgeführt. Attraktionen und beliebt bei den Besuchern waren die Nationenbeiträge, die Seilbahn, die Schwimmenden Gärten  mit einer über 200 Meter langen Seebrücke der Pier im IGA-Park Rostock und die wechselnden, aufwändig gestalteten 25 Hallenschauen in der Messehalle.
Auf den IGA-Park-Bühnen wurden viele gut besuchte Vorstellungen geboten. Insgesamt fanden 1361 Veranstaltungen an 171 Tagen statt. Hier waren besonders das Volkstheater Rostock mit 50 Vorstellungen und der NDR mit seinen Open-Air-Veranstaltungen aktiv.

## Weidendom

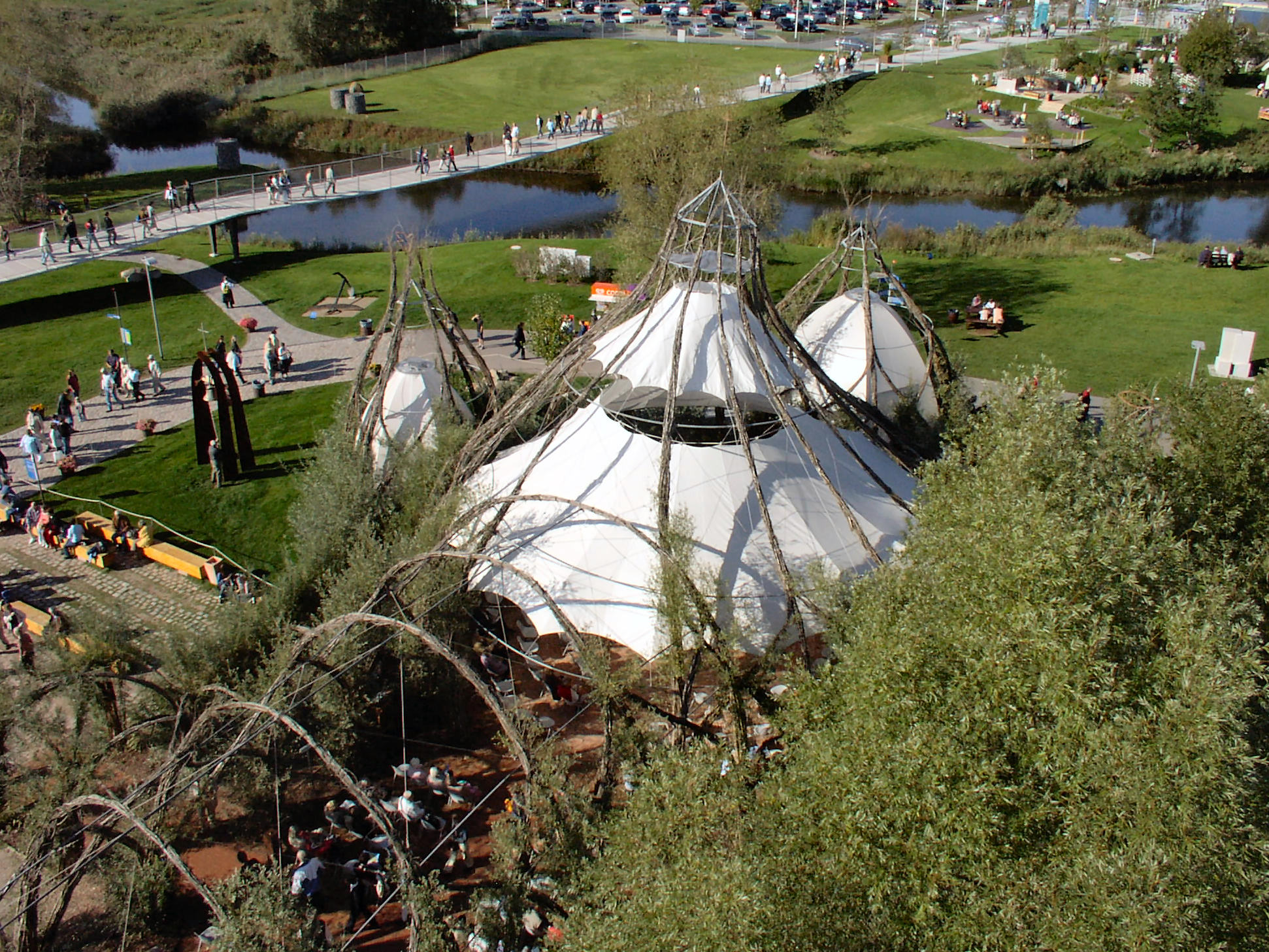
Weidendom

Ein Novum war der im Vorfeld der IGA erfolgte Bau des Weidendoms. Er galt als das weltweit größte lebende Bauwerk. Die Kuppelhöhe beträgt 15 Meter und die Länge des Bauwerks 52 Meter. Der Weidendom wurde von dem Architekten Marcel Kalberer entworfen. Dieser leitete auch den Bau, der 2001 begann und an dem etwa 650 freiwillige Helfer aus 13 Nationen beteiligt waren. 50 Teilnehmer lebten jeweils im Camp, um die Weidenruten zu schneiden, zu bündeln, aufzurichten sowie die selbsttragende Konstruktion zu errichten.
Während der IGA besuchten sonntags durchschnittlich 300 Besucher die Gottesdienste, es fanden 250 Veranstaltungen statt, darunter drei Trauungen und sechs Taufen.

## Nachnutzung

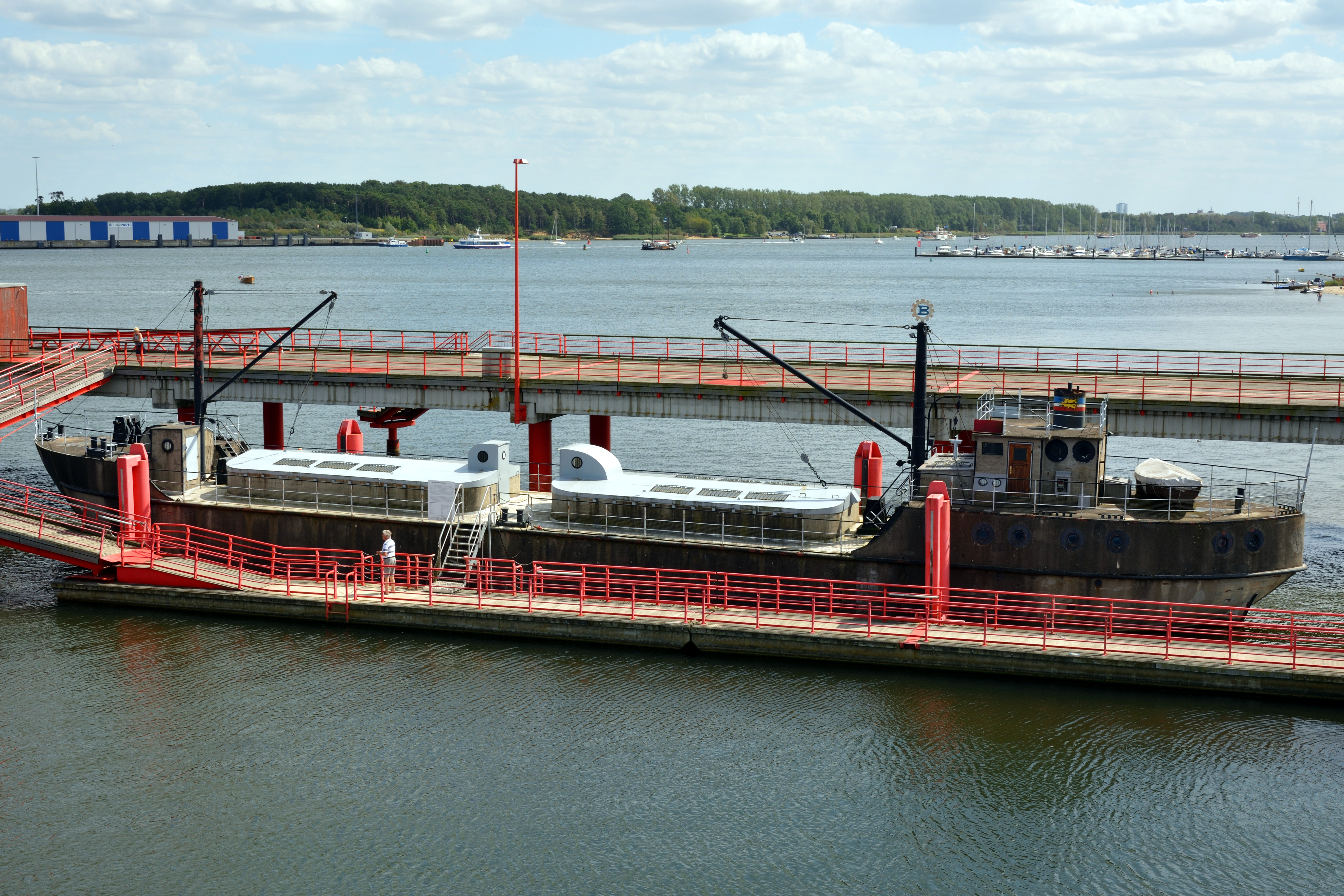
Betonschiff Capella am Warnowufer

Alle wesentlichen Grünflächen und ein Teil der Nationengärten blieben erhalten, der Park kann öffentlich genutzt werden. Die Zugänglichkeit des eingezäunten Geländes wird allerdings erschwert durch die Lage weit außerhalb des Stadtzentrums. Veranstaltungen auf der IGA-Park-Bühne und im Weidendom finden weiterhin statt. Die Messehalle hingegen wies auch 2009 keine ausreichende Weiternutzung auf, so dass ungedeckte Unterhaltskosten auch sechs Jahre nach Beendigung der Gartenschau die Stadtkasse belasteten. In den Folgejahren besserte sich die Auslastung der Messehalle merklich.
Die Stadt Rostock plante, die Bundesgartenschau 2025 auszurichten. Der IGA-Park sollte ein Außenstandort werden. Die Bürgerschaft der Stadt Rostock beschloss am 22. Juni 2022, die Veranstaltung abzusagen, da die geplanten Baumaßnahmen nicht rechtzeitig im geplanten Kostenrahmen umzusetzen seien.
Nach der jahrelangen Sperrung der Steganlage befindet sich die Seebrücke seit 2023 in einer umfangreichen Sanierung und Wiederaufbau durch die zuständige Museumspark Rostock GmbH und gemeinsame Nutzung durch die Wakeboard-Anlage Supieria. Am 18. April 2025 erfolgte die Wiedereröffnung der Warnow-Pier im IGA-Park.